# Aftershock (álbum)
Aftershock es el vigesimoprimer disco de estudio de la banda británica de rock Motörhead. Previsto para ser publicado a mediados de 2013, finalmente salió a la venta el 18 de octubre en Alemania, el 21 de octubre de 2013 en el resto de Europa y el 22 del mismo mes en Estados Unidos. La producción del disco corrió a cargo de Cameron Webb.

## Recepción
El álbum recibió en su mayoría críticas positivas, vendió 11 000 copias en los Estados Unidos en su primera semana de lanzamiento y alcanzó la posición número dos en el Billboard 200.

## Lista de canciones
Todas las canciones compuestas por Motörhead.

| N.º | Título                         | Duración |  |
| 1.  | «Heartbreaker»                 | 3:05     |  |
| 2.  | «Coup de Grace»                | 3:45     |  |
| 3.  | «Lost Woman Blues»             | 4:09     |  |
| 4.  | «End of Time»                  | 3:17     |  |
| 5.  | «Do You Believe?»              | 2:59     |  |
| 6.  | «Death Machine»                | 2:37     |  |
| 7.  | «Dust and Glass»               | 2:51     |  |
| 8.  | «Going to Mexico»              | 2:51     |  |
| 9.  | «Silence When You Speak to Me» | 4:30     |  |
| 10. | «Crying Shame»                 | 4:28     |  |
| 11. | «Queen of the Damned»          | 2:41     |  |
| 12. | «Knife»                        | 2:57     |  |
| 13. | «Keep Your Powder Dry»         | 3:54     |  |
| 14. | «Paralyzed»                    | 2:50     |  |

## Créditos
- Lemmy Kilmister – Bajo, voz
- Phil Campbell – Guitarra
- Mikkey Dee – Batería